# 释一诚

释一诚（1927年2月2日—2017年12月21日），又称一诚长老、一诚禅师，法号衍心，又号常妙，男，湖南省望城县人，中国佛教比丘，曾任中国佛教协会第六屆副會長、第七屆会长、第八至九屆名譽會長。

## 生平
释一诚俗姓周，名云生，早年为石工。1949年在湖南望城洗心寺出家，参礼明心法师。1956年，于广东省南华寺受具足戒。后因仰慕虚云法师，前往江西省云居山真如寺，参学虚云老和尚，承嗣沩仰法派，並为临济宗第四十五世传人。文化大革命期间，被迫强令改为农工，并主持白石港至赵州关前公路勘测、修建，前后历时三年完工。1989年9月，释一诚禅师被推选为真如寺方丈，后於2002年9月成为中国佛教协会会长。2013年獲得該年度之孔子和平獎，並出席頒獎典禮受獎，為該獎創立以來唯一出席受獎者。

## 荣誉
- 2013年：孔子和平奖[2]